# Christian Giesler

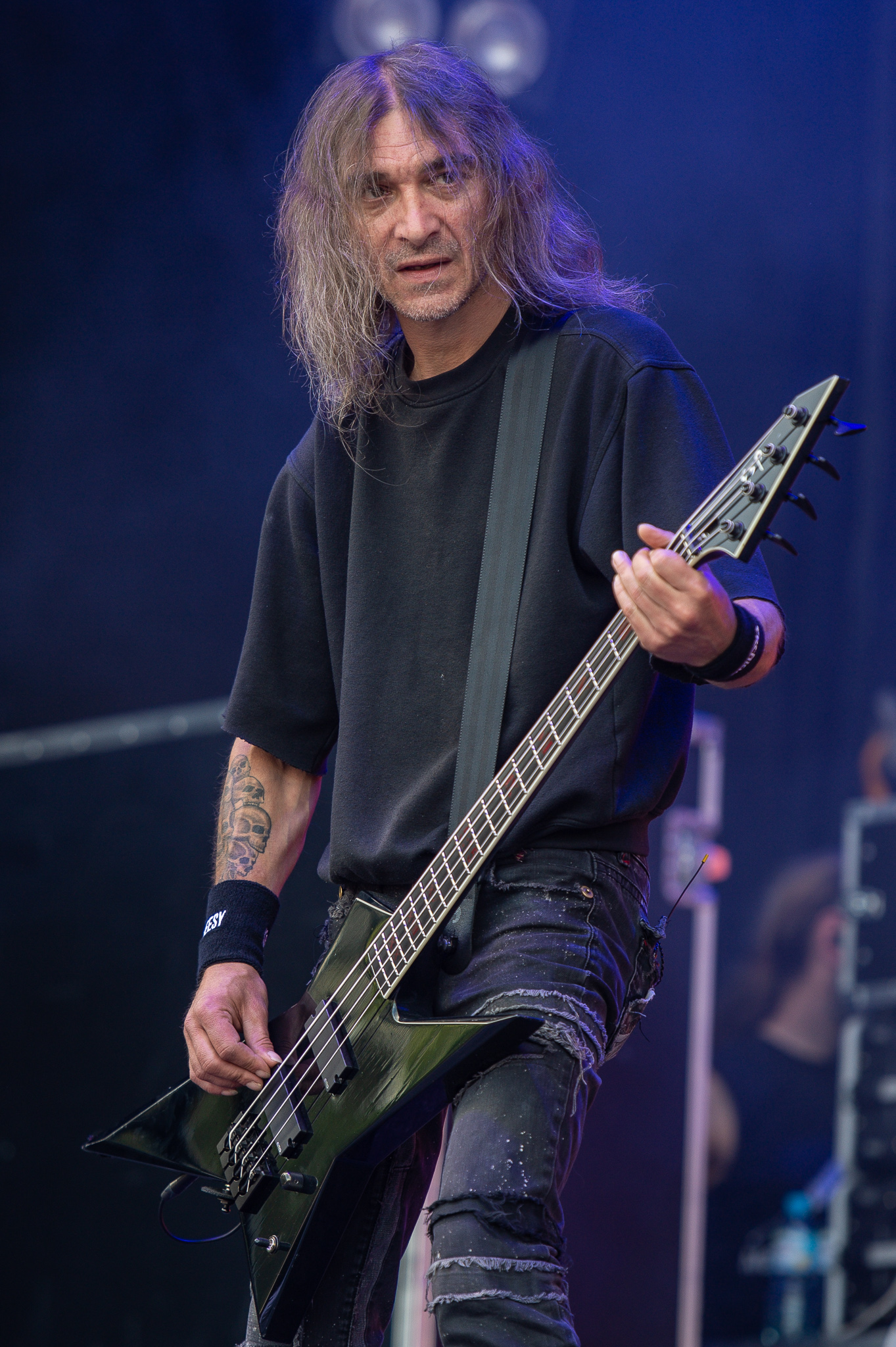
Christian Giesler 2018

Christian „Speesy“ Giesler (* 4. Juli 1970) ist ein Thrash-Metal-Musiker, der vor allem als Bassist der Band Kreator bekannt wurde, in jüngster Zeit jedoch für die Bands Fore und Bonded tätig ist.

## Werdegang
Erstmals spielte er auf dem siebten Album der Band, Cause for Conflict (1995), wo er den ursprünglichen Bassisten Roberto „Rob“ Fioretti ersetzte und bis 2019 in der Band blieb. Im Gegensatz zu Fioretti spielt Giesler den Bass vor allem live mittels Fingerpicking.
1996 beteiligte sich Giesler mit den übrigen Mitgliedern von Kreator am Album A Tribute to Judas Priest: Legends of Metal, einer Hommage an Judas Priest, mit dem Song Grinder aus dem Album British Steel.
Im Jahr 2019 wurde Gieslers Abschied von Kreator bekanntgegeben. 2020 kündigte er eine neue Punkgruppe namens Fore an. Fore brachte eine Platte mit dem Titel Hombres heraus, die 2020 erschien, und 2021 ein Cover des Songs Man in the Box von Alice in Chains.
Im Sommer 2022 trennten sich Bonded von ihrem Bassisten Marc Hauschild und holten dafür Giesler in die Band. Giesler hatte bereits auf deren ersten Album Rest in Violence gemeinsam mit Bobby „Blitz“ Ellsworth beim Titelsong gespielt.

## Diskografie

### Kreator
- 1995: Cause for Conflict
- 1997: Outcast
- 1999: Endorama
- 2001: Violent Revolution
- 2005: Enemy of God
- 2009: Hordes of Chaos
- 2012: Phantom Antichrist
- 2017: Gods of Violence

### Fore
- 2020: Hombres

### Bonded
- 2020: Rest in Violence (Titelsong)